# Theridion confusum
Theridion confusum là một loài nhện trong họ Theridiidae.
Loài này thuộc chi Theridion. Theridion confusum được Octavius Pickard-Cambridge miêu tả năm 1885.